# Любимов, Роман Васильевич
Роман Васильевич Любимов (1784 — 18 (30) июня 1838) — российский военнослужащий, полковник (с 26 ноября 1823), командир Тарутинского пехотного полка (1822—1826), Георгиевский кавалер (1812).

## Биография
Участвовал в Отечественной войне 1812 года в составе 28-го Егерского полка; за отличие был награждён орденом Св. Георгия 4-го класса (№ 2471; 22 ноября 1812).

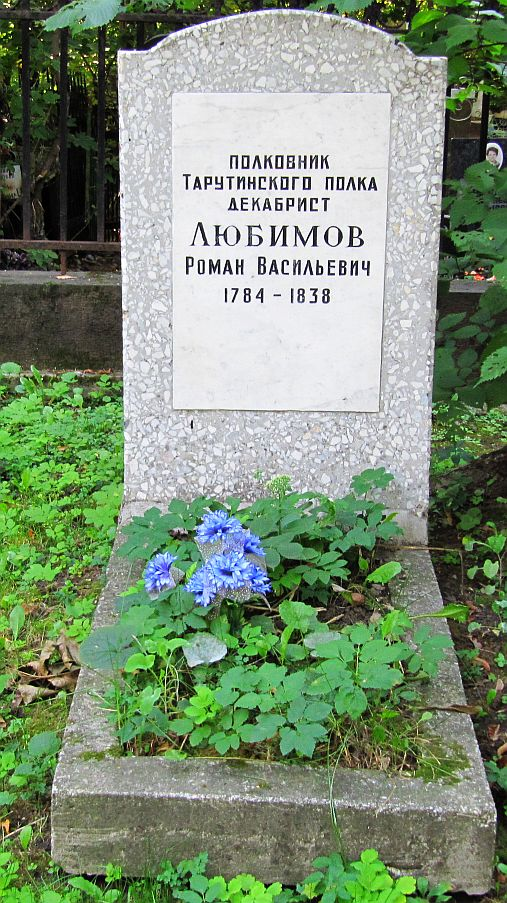

Был членом Союза благоденствия (1817 или 1818). Арестован в январе 1826 года, доставлен из Юрьева-Польского в Петербург на главную гауптвахту — 23 января. Содержался в здании Главного штаба до 18 марта 1826 года, затем был переведён в киевскую тюрьму. «Никто на вопросы Комиссии не показал, чтобы он знал о существовании оных. <…> высочайше повелено: за то, что при подписке не объявил <членом тайного общества>, посадить на месяц в крепость и отправить на службу». По воспоминаниям Завалишина, Любимов избежал наказания, так как истребил компрометировавшие его бумаги в документах следственной комиссии.
Был переведён в Белевский пехотный полк приказом 2.4.1826, а 10.12.1826 уволен от службы.
Умер в Москве, похоронен на Пятницком кладбище; могила утрачена. Кенотаф — там же на 22-м участке.
Жена: Варвара Алексеевна, урождённая Чаплина.